# Elisabeth Scheidel
Elisabeth Scheidel (* 1. August 1883 in Leimersheim; † 17. August 1987 in Bühl) war eine deutsche Pädagogin und Widerstandskämpferin gegen den Nationalsozialismus.

## Leben
Elisabeth Schiedel wuchs als Tochter eines Volksschullehrers auf. Im Ersten Weltkrieg arbeitete sie als Rotkreuzschwester und später in Frankfurt als Leiterin einer Kriegsküche. Ebenso gab sie Kurse in Hauswirtschaft für junge Frauen. Im Oktober 1923 kam sie zur Kreishaltungsschule Brühl, wo sie Haushaltslehre und Anstandskunde unterrichtete. Scheidel übernahm auch die Leitung der Schule, die heute unter dem Namen Elly-Heuss-Knapp-Schule als Gemeinschaftsschule weiter existiert.
Die Schule, die christlich-religiös geprägt war, hatte im Nationalsozialismus Probleme bekommen. Der Kreisrat von Bühl beschloss alle Kruzifixe abhängen zu lassen und stattdessen Führerbilder und Bilder anderer NS-Größen aufzuhängen. Scheidel beugte sich dem Druck der NSDAP. Zusätzlich wurden zwei neue Lehrerinnen eingestellt, die der NS-Frauenschaft angehörten. Im April 1936 wurde Seidel daraufhin zu einer Geldstrafe verurteilt, da sie die neuen Kolleginnen nicht ordnungsgemäß eingeführt habe. Im August 1936 wurde schließlich der Religionsunterricht und das morgendliche Gebet verboten. Daraufhin kam es zu einer massiven Austrittswelle aus der Schule. Die Schule wurde geschlossen, was vor allem Scheidel angelastet wurde, die das neue NS-System nicht mittrug. Am 27. März 1937 wurde an gleicher Stelle eine Obergau-Haushaltungs- und Führerinnenschule des BDM aufgebaut.
Scheidel indes beantragte bereits 1939 im Alter von nur 46 Jahren ihre Versetzung in den Ruhestand.